# Romualdisca dalmeidai
Romualdisca dalmeidai là một loài bướm đêm thuộc phân họ Arctiinae, họ Erebidae.